# Kraienköppe viador
A Kraienköppe viador egy német-holland eredetű tyúkfajta.

## Fajtatörténet

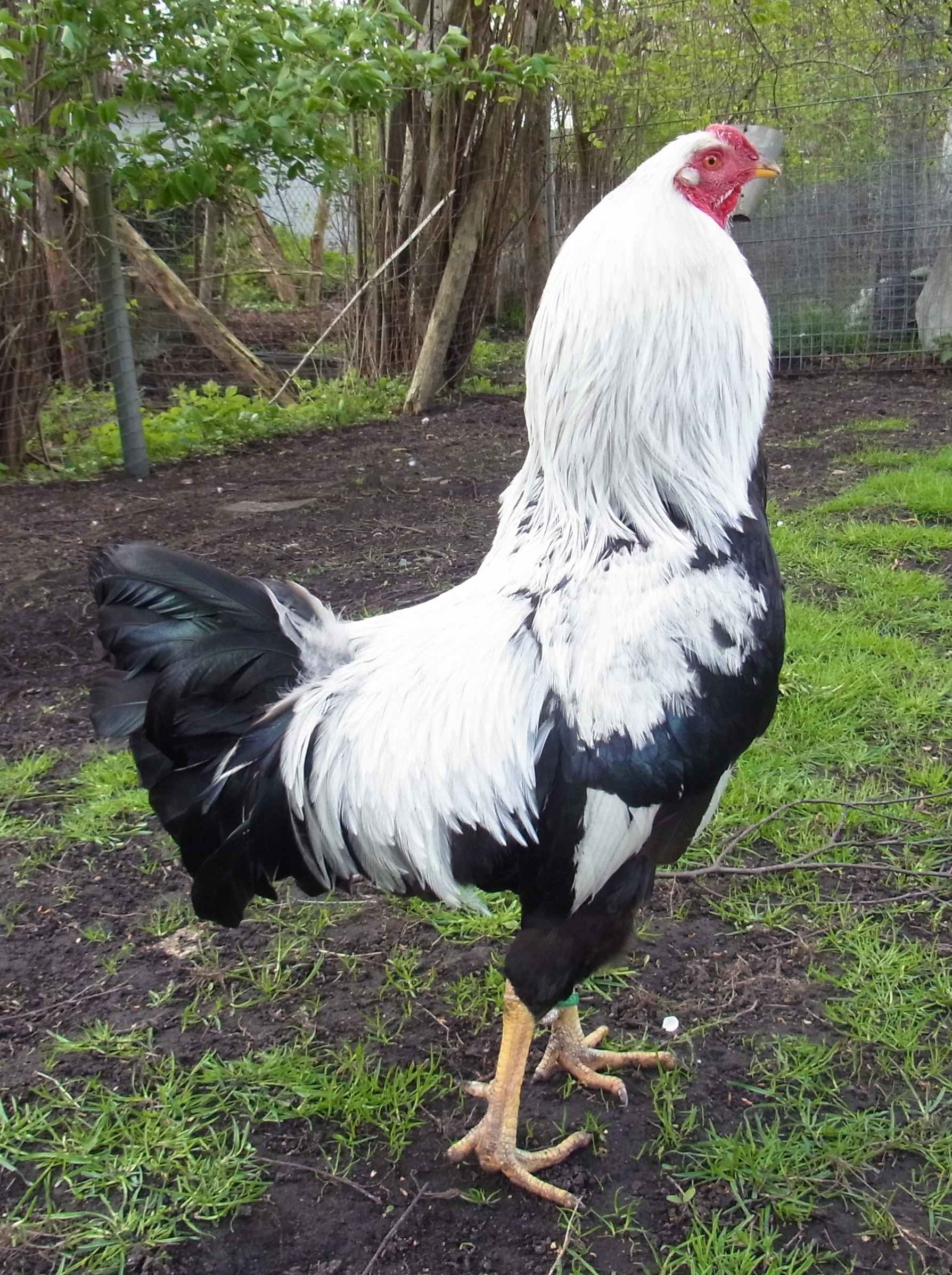
Kakas

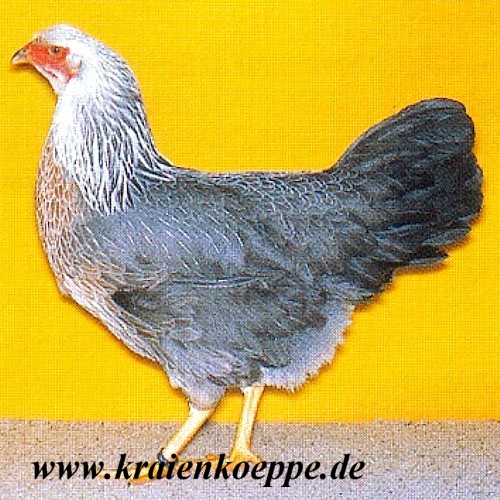
Tyúk

Bentheim környékéről, valamint a német-holland határvidékéről származtatják, mely 1925 lett először bemutatva német szemléken. 

## Fajtabélyegek, színváltozatok
Erős felépítésű, széles, egyenes hátú. Farktolla bőven közepes nagyságú. Melltájéka széles, telt, jól fejlett. Szárnya hosszú, enyhén nyitott, hegye a nyeregtollak alatt van. Feje rövid, széles, gömbölyded. Arca piros, tollmentes. Szemek élénkek, tüzesek, mélyen ülőek. Csőre rövid, erős, sárga. Taraja „dudoros” típusú, mely pl. a Yokohama vagy Orloff fajtáknál is előfordul. Füllebenye kicsi, piros. Toroklebenye nagyon rövid. Nyaka bőven közepes méretű a testhez képest, erős felépítésű, bőséges tollazattal. Combja izmos, csüdje karcsú, sárga. 
Színváltozatok: Ezüstnyakú, aranynyakú, narancsnyakú.

## Tulajdonságok
Gyorsan növő, jó tojáshozamot mutató faj. Kotlási hajlama sekély. Jó minőségű fehér húsa van. Erős felépítésű, harcias természetű tanyasi tyúkfajta.
| Általános tulajdonságok: | Általános tulajdonságok:      |
| ------------------------ | ----------------------------- |
| Súlya                    | kakas 2,5-3 kg, tojó 2-2,5 kg |
| Gyűrűmérete              | kakas 20, tojó 18             |
| Tenyésztojás tömege      | 58-60 g                       |
| Tojáshéj színe           | fehér, világossárga           |
| Éves tojáshozama         | 180-200 db                    |